# Sveti Vid (kulle i Kroatien)
Sveti Vid är en kulle i Kroatien.   Den ligger i länet Zadars län, i den sydvästra delen av landet, 170 km sydväst om huvudstaden Zagreb. Toppen på Sveti Vid är 349 meter över havet. Sveti Vid ligger på ön Otok Pag.
Terrängen runt Sveti Vid är kuperad åt nordost, men åt sydväst är den platt. Havet är nära Sveti Vid österut. Runt Sveti Vid är det ganska glesbefolkat, med 26 invånare per kvadratkilometer. Närmaste större samhälle är Pag, 5,6 km sydost om Sveti Vid. 